# 尚布赖
尚布赖（法語：Chambray，法語發音：[ʃɑ̃bʁɛ]）是法国厄尔省的一个市镇，位于该省东部，属于埃夫勒区。

## 地理
尚布赖（49°4'30"N, 1°18'21"E）面积8.42 平方千米，位于法国诺曼底大区厄尔省，该省份为法国北部内陆省份，北起滨海塞纳省，西接奧恩省和卡爾瓦多斯省，南至厄尔-卢瓦省，东临瓦兹省、瓦兹河谷省和伊夫林省。
与尚布赖接壤的市镇（或旧市镇、城区）包括：欧特伊-欧图耶、方丹苏茹伊、乌尔贝克科什雷勒、厄尔河畔茹伊、鲁夫赖、韦尔农附近圣科隆布。

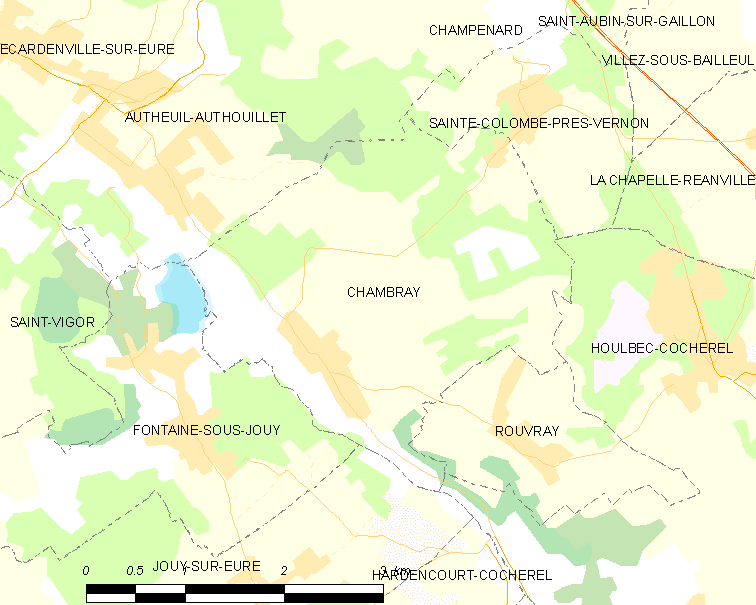
尚布赖的OSM定位图

尚布赖的时区为UTC+01:00、UTC+02:00（夏令时）。

## 行政
尚布赖的邮政编码为27120，INSEE市镇编码为27140。

## 政治
尚布赖所属的省级选区为厄尔河畔帕西县。

## 人口

1962-2008年间尚布赖人口变化图示

尚布赖于2022年1月1日时的人口数量为396人。